# همایون‌نامه
همایون‌نامه (نثر تاریخی) را گل‌بدن بانو خواهر نصیرالدین همایون نوشت و نصیرالدین همایون خود از پادشاهان گورکانی (یا تیموری یا بابری یا مغولان هند) بود. وی نخستین و تنها بانویی است که در سرتاسر تاریخ ادبی امپراطور مغول، کتاب تاریخ نوشته‌است. همچنین، نخستین زن مورخ عالم اسلام است. این کتاب دارای ترکیب‌ها و لغات خاص است که در نثرهای دیگر فارسی کمتر دیده می‌شود. متن اصلی این کتاب در لکهنو (۱۹۲۵) و ترجمه‌های انگلیسی و اردوی آن در لندن (۱۹۰۲) و لاهور (۱۹۶۶) به‌چاپ رسیده‌است.

## چند ویژگی کتاب
گنجینه‌ای از واژگان هم‌روزگار فارسی
- بایگانی شکل کهنه واژگان فارسی نو: چپان، اسپ، تالان، لک (صدهزار)، پنجصد، همشیر، رکیبی، بلک، کومک،
- هندی: پاتر (رامش‌گر)، رانا، پرگنه،
- ترکی: الکه، چاروق، الجه، شنقار، یلدوز، تمغا، ایلغار،
- عربی: تغافل کردن، حسب‌المدعا، صوبه، عین‌الهر، غنیم، محافه،

جمع بستن لغات با «ان»
- امرایان، شمایان، مایان، بیگمان، خانمان،

استفاده از عبارات و ترکیبات خاص
- خود را بابر شاه گویانیدند.
- غرض که گرفتن کابل را شگون گرفته بودند.
- … آخرالوقت که برادران رفتند، و از امرایان همچو کسی نماندند که خلاف مقصود ایشان توانند.
- و بعد چندگاه متوجه قلات و قندهار شدند.
- اگر رخصت شوم چندگاه در کابل آنجا باشم.